# Кинг, Джоуи
Джоуи Линн Кинг (англ. Joey Lynn King; род. 30 июля 1999, Лос-Анджелес, Калифорния, США) — американская актриса, известная по главной роли в фильме «Рамона и Бизус», в котором она сыграла вместе с Селеной Гомес.

## Биография
Джоуи родилась 30 июля 1999 года в Лос-Анджелесе, штат Калифорния, в семье евреев Терри и Джейми Кингов. Кинг начала профессионально сниматься в возрасте 4 лет, начав с рекламы хлопьев Life. Она также снималась в рекламных роликах для AT&T, Kay Jewelers и Eggo. Джоуи посещала школу Phoenix Ranch в Сими-Вэлли. Кинг пела а капелла для шоу талантов в Культурном центре искусств Сими-Вэлли. Она также выступала с детским театром The Stage Door в Агуре. Её старшие сёстры Хантер Кинг и Келли Кинг также известны как актрисы. Джоуи Кинг заявила: «Я еврейка, но я не очень, не очень религиозна».
Её первый фильм «Грейс» был номинирован на Эмми. Она также успела отметиться в фильме «Опустевший город» с Адамом Сэндлером и «Карантине», озвучила персонажей анимационных фильмов «Хортон» и «Ледниковый период 3: Эра динозавров». В 2010 году Джоуи снялась в эпизоде сериала «Говорящая с призраками».
В интервью для The Hollywood Reporter Патрик Хипс отметил Джоуи Кинг, Корбина Блю и Селену Гомес как «новое поколение талантов». Джоуи также пригласили в качестве гостя на роль в два эпизода сериала «Всё тип-топ, или Жизнь Зака и Коди».
В 2009 и 2010 годах Джоуи трижды номинировалась на премию «Молодой актёр», а в 2011 году получила её за свою первую главную роль в фильме «Рамона и Бизус».
В 2010 году Джоуи начала музыкальную карьеру, спев дуэтом вместе с сестрой Келли песню «Ramona Blue», а в 2011 году выпустила свою первую сольную песню «Anything at All». В том же году она снялась в клипе Тейлор Свифт на песню «Mean».
В 2012 году Кинг появилась в фильме «Тёмный рыцарь: Возрождение легенды», а в 2013 году — в фильме «Оз: Великий и Ужасный». В 2016 году утверждена на роль Мандженты в третьем сезоне телесериала «Флэш».

## Личная жизнь
С 2017 по осень 2018 года встречалась с актёром Джейкобом Элорди, с которым она снималась в кинофильме «Будка поцелуев». С 2019 года встречается с продюсером Стивеном Питом, с которым познакомилась на съёмках сериала «Притворство». Свадьба состоялась 2 сентября 2023 года.

## Фильмография
| Год       |     | Русское название                              | Оригинальное название                | Роль                                              |
| --------- | --- | --------------------------------------------- | ------------------------------------ | ------------------------------------------------- |
| 2006      | с   | Всё тип-топ, или Жизнь Зака и Коди            | The Suite Life of Zack & Cody        | Эмили Мейсон                                      |
| 2006      | кор | Грейс                                         | Grace                                | Грейс                                             |
| 2006—2007 | с   | Иерихон                                       | Jericho                              | Салли Тейлор                                      |
| 2007      | ф   | Опустевший город                              | Reign Over Me                        | Джина Файнман                                     |
| 2007      | с   | Красавцы                                      | Entourage                            | дочь Чака Лидделла                                |
| 2007      | тф  | Ангел-мститель                                | Avenging Angel                       | Амелия                                            |
| 2007      | тф  | Задворки и пули                               | Backyards & Bullets                  | Джуни Гаррисон                                    |
| 2007—2008 | с   | C.S.I.: Место преступления                    | CSI: Crime Scene Investigation       | Нора Роу / маленькая девочка                      |
| 2008      | мф  | Хортон                                        | Horton Hears a Who!                  | Кэти                                              |
| 2008      | с   | Медиум                                        | Medium                               | Келли Маккензи в 8 лет                            |
| 2008      | ф   | Карантин                                      | Quarantine                           | Бриана                                            |
| 2008      | тф  | —                                             | Untitled Liz Meriwether Project      | Люси                                              |
| 2009      | мф  | Ледниковый период 3: Эра динозавров           | Ice Age: Dawn of the Dinosaurs       | девочка-бобёр                                     |
| 2009      | тф  | Анатомия надежды                              | Anatomy of Hope                      | Люси Морган                                       |
| 2010      | тф  | Девушка в лифте                               | Elevator Girl                        | Пейдж                                             |
| 2010      | с   | Говорящая с призраками                        | Ghost Whisperer                      | Кэссиди Пейтон                                    |
| 2010      | ф   | Рамона и Бизус                                | Ramona and Beezus                    | Рамона Куимби                                     |
| 2011      | ф   | Инопланетное вторжение: Битва за Лос-Анджелес | Battle: Los Angeles                  | Кирстен                                           |
| 2011      | ф   | Эта дурацкая любовь                           | Crazy, Stupid, Love.                 | Молли                                             |
| 2012      | с   | Новенькая                                     | New Girl                             | Брианна                                           |
| 2012      | с   | Шоу Бена и Ари                                | The Ben and Ari Show                 | Фейт Вудрифт / Зои                                |
| 2012      | с   | Склонность                                    | Bent                                 | Чарли Майерс                                      |
| 2012      | ф   | Тёмный рыцарь: Возрождение легенды            | The Dark Knight Rises                | юная Талия аль Гул                                |
| 2013      | ф   | Оз: Великий и Ужасный                         | Oz the Great and Powerful            | девочка в инвалидной коляске / фарфоровая девочка |
| 2013      | ф   | Семейный уик-энд                              | Family Weekend                       | Люсинда Смит-Данджи                               |
| 2013      | ф   | Заклятие                                      | The Conjuring                        | Кристин                                           |
| 2013      | ф   | Штурм Белого дома                             | White House Down                     | Эмили                                             |
| 2013      | кор | —                                             | The Eulogy of Ivy O’Connor           | Айви О’Коннор                                     |
| 2013—2014 | с   | Р. Л. Стайн: Время призраков                  | R. L. Stine’s The Haunting Hour      | Мисси Джордан / Карла                             |
| 2014      | мс  | Американский папаша!                          | American Dad!                        | н/д                                               |
| 2014      | ф   | Хотел бы я быть здесь                         | Wish I Was Here                      | Грейс Блум                                        |
| 2014      | мф  | Дети из товарного вагона                      | The Boxcar Children                  | Джесси                                            |
| 2014      | тф  | Пророк вне закона: Уоррен Джеффс              | Outlaw Prophet: Warren Jeffs         | Элисса Уолл                                       |
| 2014      | ф   | Шум и ярость                                  | The Sound and the Fury               | мисс Квентин                                      |
| 2014—2015 | с   | Фарго                                         | Fargo                                | Грета Гримли                                      |
| 2015      | кор | —                                             | Fro Yo a Go Go                       | Люсиль                                            |
| 2015      | ф   | Северное сияние                               | Borealis                             | Аврора                                            |
| 2015      | ф   | Стоунволл                                     | Stonewall                            | Фиби Уинтерс                                      |
| 2016      | мс  | Робоцып                                       | Robot Chicken                        | Полли Покет / Дракулаура                          |
| 2016      | ф   | День независимости: Возрождение               | Independence Day: Resurgence         | Сэм                                               |
| 2016      | с   | —                                             | Tween Fest                           | Мэддисин Кроуфорд                                 |
| 2016      | с   | Флэш                                          | The Flash                            | Фрэнки Кейн / Маджента                            |
| 2016      | кор | —                                             | Age of the Moon                      | Марисса Бланко                                    |
| 2017      | ф   | Уйти красиво                                  | Going in Style                       | Бруклин Хардинг                                   |
| 2017      | ф   | Бойся своих желаний                           | Wish Upon                            | Клэр Шэннон                                       |
| 2017      | ф   | Хитрее всех                                   | Smartass                             | Фредди                                            |
| 2018      | ф   | Этим летом                                    | Summer ’03                           | Джейми Уинкл                                      |
| 2018      | ф   | Радиевые девушки                              | Radium Girls                         | Бесси                                             |
| 2018      | мф  | —                                             | The Boxcar Children: Surprise Island | Джесси                                            |
| 2018      | ф   | Ложь                                          | The Lie                              | Кайла                                             |
| 2018      | ф   | Будка поцелуев                                | The Kissing Booth                    | Шелли «Элли» Эванс                                |
| 2018      | ки  | —                                             | Madden NFL 19: Longshot Homecoming   | Лоретта Круз                                      |
| 2018      | ф   | Слендермен                                    | Slender Man                          | Врен                                              |
| 2018      | ф   | —                                             | Between Earth and Sky                | Кайла                                             |
| 2019      | с   | Притворство                                   | The Act                              | Джипси Роуз Бланшар                               |
| 2019      | с   | Жизнь в деталях                               | Life in Pieces                       | Морган                                            |
| 2019      | ф   | Зеровилль                                     | Zeroville                            | Зази                                              |
| 2020      | мс  | Симпсоны                                      | The Simpsons                         | Эдди                                              |
| 2020      | с   | Домашний фильм: Принцесса-невеста             | Home Movie: The Princess Bride       | внук                                              |
| 2020      | ф   | Будка поцелуев 2                              | The Kissing Booth 2                  | Шелли «Элли» Эванс                                |
| 2021      | ф   | Будка поцелуев 3                              | The Kissing Booth 3                  | Шелли «Элли» Эванс                                |
| 2022      | ф   | Быстрее пули                                  | Bullet Train                         | Принц                                             |
| 2022      | ф   | Принцесса                                     | The Princess                         | Принцесса                                         |
| 2024      | ф   | Гадкий я 4                                    | Despicable Me 4                      | Поппи                                             |
| 2024      | ф   | Семейное дело                                 | A Family Affair                      | Зара                                              |
| 2024      | ф   | Уродина                                       | Uglies                               | Талли Янгблад                                     |
| 2026      | ф   | Практическая магия 2                          | Practical Magic 2                    | Кайли Оуэнс                                       |

## Награды и номинации
| Награда       | Год  | Номинация                                                                        | Работа                              | Результат |
| ------------- | ---- | -------------------------------------------------------------------------------- | ----------------------------------- | --------- |
| Молодой актёр | 2009 | Лучшая роль в телесериале — приглашённая молодая актриса                         | C.S.I.: Место преступления          | Номинация |
| Молодой актёр | 2009 | Лучшее озвучивание — молодая актриса                                             | Хортон                              | Номинация |
| Молодой актёр | 2010 | Лучшее озвучивание — молодой актёр/актриса                                       | Ледниковый период 3: Эра динозавров | Номинация |
| Молодой актёр | 2010 | Лучшая роль в телесериале (комедия или драма) — молодая актриса второго плана    | Анатомия надежды                    | Номинация |
| Молодой актёр | 2011 | Лучшая роль в художественном фильме — молодая актриса                            | Рамона и Бизус                      | Победа    |
| Молодой актёр | 2011 | Лучшая роль в телесериале — приглашённая молодая актриса (десять лет или моложе) | Говорящая с призраками              | Номинация |
| Молодой актёр | 2013 | Лучшая роль в художественном фильме — актриса второго плана                      | Тёмный рыцарь: Возрождение легенды  | Номинация |